# Mniobia barbatula
Mniobia barbatula är en hjuldjursart som beskrevs av Donner 1950. Mniobia barbatula ingår i släktet Mniobia och familjen Philodinidae. Inga underarter finns listade i Catalogue of Life.